# Брылов, Александр Алексеевич
Александр Алексеевич Брылов (род. 15 сентября 1950, Еманжелинск, Челябинская область) — советский и российский спортсмен и тренер по биатлону и лыжным гонкам. Заслуженный тренер РСФСР.

## Биография
Родился в 1950 году в городе Еманжелинск, Челябинская область. С юношеских лет решил посвятить себя тренерской работе, увлекался биатлоном и лыжными гонками. В 1972 году окончил Челябинский государственный институт физической культуры.
За долгие годы тренерской деятельности под руководством Александра Алексеевича Брылова прошли спортивную подготовку многие челябинские спортсмены. Всего он подготовил не менее двух заслуженных мастеров спорта, пятерых мастеров спорта международного класса и двадцать мастеров спорта. Среди его самых известных подопечных — многократные чемпионы мира и Европы по биатлону и лыжным гонкам Н. Л. Соколова, А. А. Кравченко и И. В. Приданникова, а также чемпионка и призёр Зимних Олимпийских игр С. И. Ишмуратова.
За своих успехи в деле подготовке спортсменов Александр Алексеевич был удостоен почётного звания «Заслуженный тренер РСФСР» по биатлону в 1992 году.
В 2002 году был удостоен стипендии губернатора Челябинской области «за выдающийся вклад в развитие массовой физической культуры и спорта».
В 2015 году был номинантом челябинской спортивной премии «На пике формы-2015».